# 中川康洋
中川 康洋（なかがわ やすひろ、1968年〈昭和43年〉2月12日 - ）は、日本の政治家。公明党所属の衆議院議員（3期）。公明党三重県本部代表。
四日市市議会議員（1期）、公明党三重県本部青年局長、三重県議会議員（2期）、四日市港管理組合議会議長、環境大臣政務官（第2次岸田内閣）などを歴任した。

## 経歴
三重県四日市市の八郷地域で育つ。三重県立四日市南高等学校、創価大学法学部を経て、参議院議員大森礼子の秘書、三重県を地盤とする衆議院議員坂口力の秘書を務める。
2003年（平成15年）の三重県四日市市議会議員選挙に公明党公認で立候補し、初当選した。2007年（平成19年）の三重県議会議員選挙（四日市市選挙区）に公明党公認で立候補し、県議会議員として初当選した。2011年（平成23年）に再選される。
2014年（平成26年）、坂口力の後継候補として第47回衆議院議員総選挙で公明党から比例東海ブロック（単独3位）に出馬し、衆議院議員として初当選した。
2017年（平成29年）、第48回衆議院議員総選挙で公明党から比例東海ブロック（単独3位）に出馬したが、当選圏内に届かず落選した。
2021年（令和3年）、第49回衆議院議員総選挙で公明党から比例東海ブロック（単独3位）で当選し、4年ぶりに国政復帰を果たす。なお、この議席はれいわ新選組の候補者不足（候補者全員が小選挙区との重複候補で供託金没収点未満）のよるもので、中川にとっては棚ぼた当選となった。同年11月11日、第2次岸田内閣で環境大臣政務官に就任した。
2024年（令和6年）、第50回衆議院議員総選挙で公明党から比例東海ブロック（単独1位）で当選し、3選を果たす。

## 政策
- アベノミクスを評価する。
- 軽減税率の導入に賛成。
- 村山談話・河野談話を見直すべきでない。
- ヘイトスピーチを法律で規制することに賛成[7]。

## 役職歴

### 内閣
- 環境大臣政務官（第2次岸田内閣）

### 公明党
- 中部方面本部長
- 地方議会局長
- 中央幹事
- 三重県本部代表

## 選挙歴
| 当落 | 選挙                       | 執行日         | 年齢 | 選挙区           | 政党   | 得票数    | 得票率 | 定数 | 得票順位 /候補者数 | 政党内比例順位 /政党当選者数 |
| ---- | -------------------------- | -------------- | ---- | ---------------- | ------ | --------- | ------ | ---- | ------------------ | ---------------------------- |
| 当   | 2003年四日市市議会議員選挙 | 2003年4月27日  | 35   | ーー             | 公明党 | 3538票    | ーー   | 36   | 9/47               | /                            |
| 当   | 2007年三重県議会議員選挙   | 2007年4月8日   | 39   | 四日市市選挙区   | 公明党 | 1万9592票 | ーー   | 7    | 1/9                | /                            |
| 当   | 2011年三重県議会議員選挙   | 2011年4月10日  | 43   | 四日市市選挙区   | 公明党 | 1万8996票 | ーー   | 7    | 3/8                | /                            |
| 当   | 第47回衆議院議員総選挙     | 2014年12月14日 | 46   | 比例東海ブロック | 公明党 | ーー票    | ーー   | 21   | /                  | 3/3                          |
| 落   | 第48回衆議院議員総選挙     | 2017年10月22日 | 49   | 比例東海ブロック | 公明党 | ーー票    | ーー   | 21   | /                  | 3/2                          |
| 当   | 第49回衆議院議員総選挙     | 2021年10月31日 | 53   | 比例東海ブロック | 公明党 | ーー票    | ーー   | 21   | /                  | 3/3                          |
| 当   | 第50回衆議院議員総選挙     | 2024年10月27日 | 56   | 比例東海ブロック | 公明党 | ーー票    | ーー   | 21   | /                  | 1/2                          |